# Rudolf Dašek
Rudolf Dašek (27. srpna 1933 Praha – 1. února 2013) byl český jazzový kytarista a skladatel, žák Jiřího Jirmala na Pražské konzervatoři. Zpočátku byl jeho spolupracovníkem Karel Velebný, později po mnoho let vystupoval v jazzovém duu System Tandem Stivín & Dašek společně s Jiřím Stivínem. Od 80. let 20. století Rudolf Dašek také často účinkoval v kytarovém duu s německým kytaristou Toto Blankem. Patřil mezi dlouhodobé stálice české jazzové scény.

## Ocenění
- Stříbrná plaketa prezidenta Václava Klause za rozsáhlou uměleckou tvorbu a přínos k vysoké úrovni českého jazzu, udělena dne 27. srpna 2010.[2]